# Том Маріно
Томас Ентоні Маріно (англ. Thomas Anthony Marino; нар. 13 серпня 1952, Вільямспорт, Пенсільванія) — американський політик-республіканець, з 2011 р. представляє 10-й виборчій округ штату Пенсільванія у Палаті представників США.
Маріно вивчав право в Університеті штату Пенсильванія. З 1992 по 2002 рр. він працював прокурором в окрузі Лайкомінг, з 2002 по 2007 рр. був федеральним прокурором середнього округу Пенсильванії.
Одружений, має двох дітей.